# Вовчківська сільська рада (Поліський район)
| Вовчківська сільська рада — колишній орган місцевого самоврядування у Поліському районі Київської області з адміністративним центром у с. Вовчків. Історична дата утворення: в 1936 році. Сільській раді були підпорядковані населені пункти: - с. Вовчків - с. Буда Вовчківська - с. Стовпне |

## Склад ради
Рада складалася з 12 депутатів та голови.

### Керівний склад ради
| ПІБ                         | Основні відомості                                                             | Дата обрання | Дата звільнення |
| --------------------------- | ----------------------------------------------------------------------------- | ------------ | --------------- |
| Залозний Микола Миколайович | Сільський голова, 1959 року народження, освіта, безпартійний                  | 26.03.2006   | 31.10.2010      |
| Клименко Іван Вікторович    | Сільський голова, 1975 року народження, освіта незакінчена вища, безпартійний | 31.10.2010   | 13.01.2014      |

Примітка: таблиця складена за даними джерела